# Липа Наполеона

Липа Наполеона в 2013 году

Липа Наполеона (нем. Napoleonslinde) — легендарная двуствольная липа, посаженная в Тильзите (ныне Советск) на Дранговских высотах императором Франции Наполеоном Бонапартом. Памятник природы, одна из достопримечательностей города. Является начальной точкой туристического маршрута «От Тильзитского мирного договора 1807 года до Таурагской конвенции 1812 года».

## История

Памятный камень в честь липы Наполеона

В Тильзите в 1807 году был заключён Тильзитский мир между Россией, Пруссией и Францией. Согласно легенде, в честь подписания мирного договора Наполеон Бонапарт посадил в Тильзите липу с двумя стволами. Это дерево должно было символизировать дружбу России и Франции.
Место было выбрано на одной из самых возвышенных точек города — Дранговских высотах (нем. Drangowskiberg) — 42 м над уровнем моря, так как в этом районе находился католический монастырь и во время мирных переговоров располагались французские военные части.
До 1945 года липа весьма почиталась немецкими любителями истории, рядом с деревом находился ресторан «Дранговски»; в советское время липа так же охранялась, она считалась уникальным и очень важным для города природным объектом (наряду с дубом Фридриха-Людвига Яна и Колониальным дубом в парке Якобсруэ).
Старинная липа погибла во время урагана в 2010 году, однако в 2013 году произошла пересадка дерева на историческом месте. Около липы установлен камень с памятной доской.